# Secret Maryo Chronicles
Secret Maryo Chronicles es un videojuego de plataformas 2D desarrollado en C++ en donde tenemos a Maryo como protagonista. Es gratuito y software libre; sus desarrolladores no tienen ninguna relación con Super Tux o Nintendo.
Se basa en Super Mario World, con los personajes clásicos de las versiones originales, pero con multitud de mejoras gracias a la utilización de  SDL y OpenGL.
Funciona bajo los sistemas operativos GNU/Linux y Windows.

## Curiosidades
A partir de la versión 0.99, el "Maryo" original, enemigos, mundo, objetos de la pantalla y del nombre (idénticos a los de Nintendo), fueron cambiados a un estilo anime para evitar problemas legales.

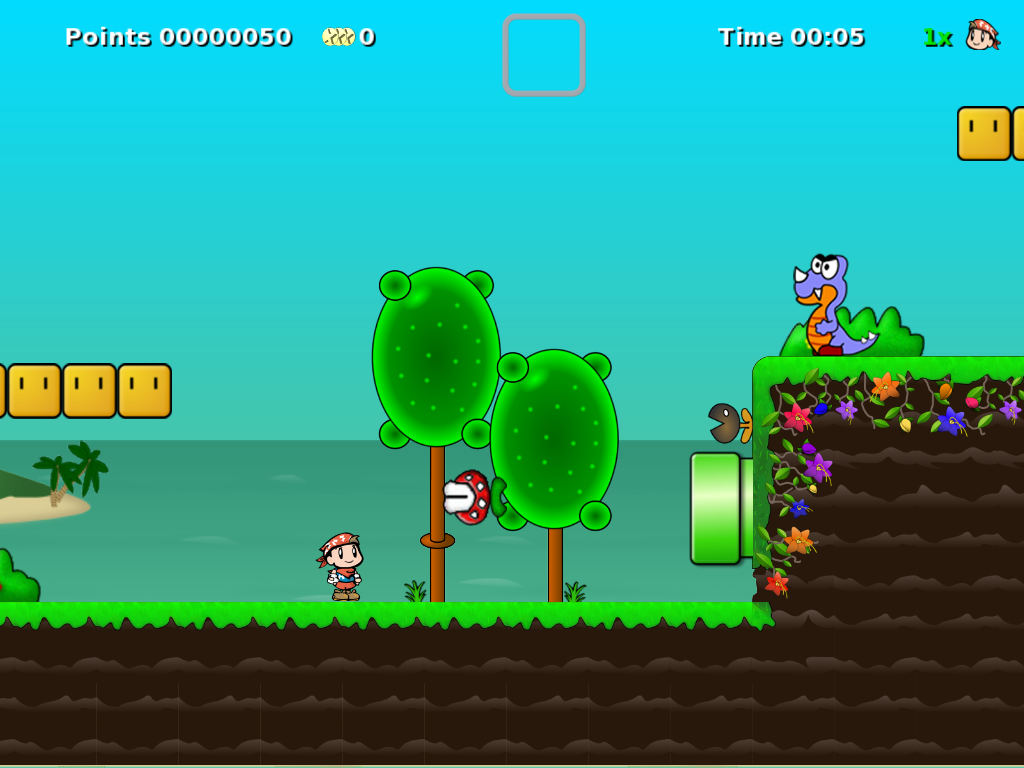
Imagen promocional.